# Feels Like We Only Go Backwards
«Feels Like We Only Go Backwards» — второй сингл австралийской рок-группы Tame Impala с альбома Lonerism. На песню был снят анимационный клип, который был выложен 8 ноября 2012 года на Youtube.
Песня была положительно принята музыкальными критиками, но была обвинена в плагиате аргентинским певцом Пабло Руисом. В 2013 году песня получила премию APRA в номинации «Песня года».

## О песне

### Клип
Клип на «Feels Like We Only Go Backwards» был снят британскими режиссёрами Джозефом Пеллингом и Ребекки Слоуном, известными по работе над веб-сериалом «Don’t Hug Me, I’m Scared». Он был смонтирован из более тысячи пластилиновых коллажей, за создание которых отвечала группа из трёх художников.
Критики отмечали, что клип вдохновлён мультипликацией 60-х и 70-х годов и представляет собой «кислотное путешествие» среди «триповых» калейдоскопических изображений. По словам Владимира Зорина из Furfur, видео описывает борьбу внутри человеческой головы, в который помимо двух противоположных идей «умещается целый космос».

### Обвинения в плагиате
В августе 2012 года на чилийском портале Rata была опубликована статья, обвиняющая Tame Impala в плагиате «Feels Like We Only Go Backwards» с песни аргентинского певца Пабло Руиса «Océano», вышедшей в 1989 году; позже авторы статьи заявили, что статья является шуточной и не должна восприниматься серьёзно. Тем не менее позже певец объявил, что проконсультируется с юристами, чтобы подать на группу в суд:

Очевидно, это плагиат. Не знаю, делали вы это специально или нет, но в этой песне семь тактов совпадают с моими.
Оригинальный текст (англ.)Obviously there is plagiarism. Not if you have done it on purpose or not, but there are seven bars that are equal to my song.
— 
Фронтмен Tame Impala Кевин Паркер прокомментировал ситуацию коротко: «Это же шутка, правда?» (англ. This is a joke, right?)

## Рецензии
Песня была положительно встречена критиками. Обозреватель сайта Consequence of Sound Крис Босман включил «Feels Like We Only Go Backwards» в тройку лучших песен с альбома Lonerism. Крейг Шутко из журнала Exclaim!, оценивая выступление группы на Sasquatch! Music Festival в 2015 году, сравнил песню Tame Impala с «Lucy in the Sky with Diamonds» группы The Beatles.

## Каверы
На песню было исполнено несколько каверов, в том числе группами Hungry Kids of Hungary и Arctic Monkeys в рубрике «Like a Version» австралийской радиостанции Triple J.

## Чарты и сертификации
| Чарт (2014)                                | Высшая позиция |
| ------------------------------------------ | -------------- |
| Бельгия/Фландрия (Ultratip Bubbling Under) | 67             |
| США (Billboard Alternative Airplay)        | 37             |

| Австралия (ARIA)                                    | платиновый | 70 000* |
| * данные о продажах основаны только на сертификации |            |         |